# La Petite Fée
Pour plus de détails, voir Fiche technique et Distribution.
La Petite Fée (titre original : St. Elmo) est un film muet américain de Jerome Storm, sorti en 1923.

## Synopsis
Lorsque St. Elmo Thornton surprend sa fiancée Agnes dans les bras de son meilleur ami Murray Hammond, il tire sur ce dernier et décide de faire le tour du monde dans l'espoir d'oublier les femmes. À son retour, il rencontre Edna, la fille du forgeron qui vit avec son pasteur. Finalement, Saint-Elme devient ministre et épouse Edna.

## Fiche technique
- Titre original : St. Elmo
- Titre français : La Petite Fée
- Réalisation : Jerome Storm
- Scénario : Jules Furthman, d'après le roman d'Augusta Jane Evans Wilson
- Photographie : Joe August
- Société de production : Fox Film Corporation
- Pays d’origine :  États-Unis
- Format : noir et blanc — 35 mm — 1,33:1 — Muet
- Genre : Comédie dramatique
- Durée : 60 minutes
- Date de sortie :
  - États-Unis : 30 septembre 1923

## Distribution
- John Gilbert : St. Elmo Thornton
- Barbara La Marr : Agnes Hunt
- Bessie Love : Edna Earle
- Warner Baxter : Murray Hammond
- Nigel De Brulier : Révérent Alan Hammond
- Lydia Knott : Mrs. Thornton